# Johannes Kramer (Sprachwissenschaftler)
Johannes Kramer (* 25. Oktober 1946 in Bückeburg; † 19. Dezember 2023) war ein deutscher Romanist und Sprachwissenschaftler. Er lehrte als Professor zunächst an der Universität Siegen (1979–1996) und dann an der Universität Trier (ab 1996). Als Forscher befasste er sich mit einem breiten Spektrum an Themen, das neben verschiedenen Teilbereichen der Romanistik auch die klassischen Sprachen Latein und Altgriechisch umfasste. Dort legte er Studien zur Papyrologie und zum „Vulgärlatein“, also der antiken Alltagssprache, vor. In der Romanistik lag sein Schwerpunkt neben dem Italienischen unter anderem auf diversen seltenen Sprachen, beispielsweise dem Dolomitenladinischen.

## Leben
Als Schüler des Stiftisch-Humanistischen Gymnasiums zu Mönchengladbach erwarb Johannes Kramer im Februar 1966 sein Abitur. Anschließend studierte er an der Universität zu Köln Klassische und Romanische Philologie und legte in den Fächern Griechisch, Lateinisch, Italienisch, Französisch und Niederländisch 1971 sein Staatsexamen ab. Die Promotion erfolgte im Juli 1971 bei Reinhold Merkelbach. Kramers Doktorarbeit war die kommentierte Edition (samt Übersetzung) eines Teilabschnittes aus dem Kommentar des antiken Theologen Didymus des Blinden zum alttestamentlichen Buch Ecclesiastes (Kohelet). Für die Gesamtpublikation dieses auf Papyrus überlieferten Textes steuerte Kramer nicht nur seine Dissertation bei (die Didymos’ Kommentar zu Ecclesiastes 7,1–7,18 umfasste), sowie außerdem die Edition, Übersetzung und Kommentierung des Kommentars zu Ecclesiastes 5 und 6, die bereits vor seiner Promotion erschienen war.
Wenige Jahre später habilitierte sich Johannes Kramer in der Romanistik mit einer Arbeit zur Historische(n) Grammatik des Dolomitenladinischen, deren zwei Bände 1977 und 1978 erschienen. Nach der Assistentenzeit in Köln wurde Johannes Kramer 1979 schon mit 33 Jahren zum ordentlichen Professor an der Universität Siegen ernannt, von wo er 1996 an die Universität Trier berufen wurde. Neben seiner Kerntätigkeit in der Romanistik bot er auch Lehrveranstaltungen in der Klassischen Philologie an.
Kramer war seit 1973 verheiratet mit der Papyrologin Bärbel Kramer.

## Forschungsschwerpunkte
Johannes Kramer hatte im Wesentlichen zwei wissenschaftliche Standbeine, die Klassische Philologie und die Romanischen Sprachen mit besonderer Berücksichtigung der kleineren Romanischen Sprachen. Sein Forschungsinteresse war von einer Mannigfaltigkeit und wissenschaftlichen Reichweite gekennzeichnet, die sich auch in seinen zahlreichen Publikationen widerspiegelte. In der Klassischen Philologie legte er seine ersten umfangreicheren Publikationen vor, darunter seine Dissertation. Diese war im Bereich der Papyrologie angesiedelt, der Kramer auch in den folgenden Jahrzehnten wiederholt Veröffentlichungen widmete. Daneben fokussierte er – entsprechend seiner Universitätslaufbahn als Romanist – das Phänomen des Sprachwandels, beispielsweise die Veränderungen des Lateinischen zunächst in der Antike (Vulgärlatein) und dann im Übergang zu den Romanischen Sprachen. In diesem Grenzgebiet verfasste er diverse Studien zu Fragen der Etymologie und Wortgeschichte.
Im eigentlichen Kernbereich der Romanistik war ein Schwerpunkt Kramers das Italienische. So verfasste er zahlreiche Beiträge für das etymologische Wörterbuch des Italienischen, das Lessico Etimologico Italiano. Später weitere er seine Schwerpunkte in Forschung und Lehre auch auf das Spanische und Französische aus, zum Teil auch auf das Portugiesische. Sein besonderes Interesse galt jedoch stets den „kleineren“ Sprachen der romanischen Sprachfamilie, darunter dem Ampezzanischen, dem Gadertalischen, dem Aromunischen und vor allem dem Dolomitenladinischen, zu dem er eine wissenschaftliche historische Grammatik und ein umfangreiches Wörterbuch erarbeitete. Auch im Bereich der romanischen Kreolsprachen war Kramer tätig, speziell in Bezug auf die stark portugiesisch und spanisch geprägte Karibiksprache Papiamentu.
Eng mit dem Phänomen der Minderheitensprachen verbunden war Johannes Kramers Forschungstätigkeit zu den Themen Zweisprachigkeit und Sprachkontakte. Diese Phänomene erforschte er beispielsweise auf Gibraltar (Englisch und Spanisch), in Südtirol (Deutsch und Italienisch), in Deutschland (französische Einflüsse) und in den Benelux-Ländern (Französisch, Niederländisch, Deutsch). An der Universität Trier war er Mitglied der Forschungsstelle für Sprachen und Literaturen Luxemburgs.
Kramer gab die Zeitschrift Romanistik in Geschichte und Gegenwart (seit 1995) und das Balkan-Archiv (seit 1976) heraus, beide mit Beiheften. Mit anderen hatte Kramer von 1985 bis 2014 28 Bände des Romanistischen Kolloquiums, das er mitbegründet hatte, betreut. Er war auch Mitglied der Forschungsgruppe Netzwerk Mittelalter und Renaissance in der Romania.

## Schriften
- Didymos der Blinde, Kommentar zu Ecclesiastes (Tura-Papyrus). Teil 3: Kommentar zu Eccl. Kap. 5 und 6 (= Papyrologische Texte und Abhandlungen. Band 13). Rudolf Habelt Verlag, Bonn 1970.
- Etymologisches Wörterbuch des Gadertalischen. 8 Faszikel, Selbstverlag, Köln 1970–1975.
- mit Bärbel Krebber (spätere Bärbel Kramer): Didymos der Blinde, Kommentar zum Ecclesiastes (Tura-Papyrus). Teil 4: Kommentar zu Eccl. Kap. 7–8,8 (= Papyrologische Texte und Abhandlungen. Band 16). Habelt, Bonn 1972, ISBN 3-7749-1242-4 (Kap. 7–7,18 herausgegeben, übersetzt und erläutert von Johannes Kramer; Kap. 7,19–8,8 herausgegeben, übersetzt und erläutert von Bärbel Krebber).
- Literarische Quellen zur Aussprache des Vulgärlateins (= Beiträge zur klassischen Philologie. Heft 75). Hain, Meisenheim am Glan 1976, ISBN 3-445-01326-8.
- Historische Grammatik des Dolomitenladinischen. 2 Bände, Wissenschaftlicher Verlag Lehmann, Gerbrunn bei Würzburg 1977–1978, ISBN 3-88162-001-X (Band 1) und ISBN 3-88162-013-3 (Band 2) (Band 1 auch in 2. Auflage, ebenda 1981).
- Desiderii Erasmi Roterodami de recta Latini Graecique sermonis pronuntiatione dialogus = Dialog über die richtige Aussprache der lateinischen und griechischen Sprache. Als Lesetext herausgegeben, übersetzt und kommentiert (= Beiträge zur klassischen Philologie. Heft 98). Hain, Meisenheim am Glan 1978, ISBN 3-445-01850-2.
- mit Bärbel Kramer: Introduzione alla filologia classica. Zanichelli, Bologna 1979.
- Henrici Stephani apologia pro Herodoto = Apologie für Herodot. Nach der Erstausgabe (Genf 1566) herausgegeben und übersetzt (= Beiträge zur klassischen Philologie. Heft 113). Hain, Meisenheim am Glan 1980, ISBN 3-445-02118-X.
- Adolphi Mekerchi Brugensis de veteri et recta pronuntiatione linguae Graecae commentarius = Kommentar zur richtigen alten Aussprache des Griechischen. Herausgegeben und übersetzt (= Beiträge zur klassischen Philologie. Heft 136). Hain, Meisenheim am Glan 1981, ISBN 3-445-02223-2.
- Deutsch und Italienisch in Südtirol (= Reihe Siegen. Band 23). Winter, Heidelberg 1981, ISBN 3-533-02985-9.
- mit B. Monica Quartu und Annerose Finke: Vocabolario anpezan = Vocabolario ampezzano = Ampezzanisches Wörterbuch (= Romania occidentalis. Band 7). 4 Teilbände, Wissenschaftlicher Verlag Lehmann, Gerbrunn bei Würzburg 1982–1988, ISBN 3-88162-030-3 (Band 1), ISBN 3-88162-031-1 (Band 2), ISBN 3-88162-032-X (Band 3), ISBN 3-88162-033-8 (Band 4).
- Glossaria bilinguia in papyris et membranis reperta. Herausgegeben und kommentiert (= Papyrologische Texte und Abhandlungen. Band 30). Habelt, Bonn 1983, ISBN 3-7749-2017-6.
- Zweisprachigkeit in den Benelux-Ländern. Buske, Hamburg 1984, ISBN 3-87118-597-3.
- Strassennamen in Köln zur Franzosenzeit (1794–1814) (= Romania occidentalis. Band 9). Wissenschaftlicher Verlag Lehmann, Gerbrunn bei Würzburg 1984, ISBN 3-88162-040-0.
- mit Wolfgang Dahmen: Aromunischer Sprachatlas = Atlasul lingvistic aromân. 2 Teilbände (= Balkan-Archiv. Beihefte 4 und 10). Wissenschaftlicher Verlag Lehmann, Veitsheim bei Würzburg 1985–1994, ISBN 3-87118-741-0 und ISBN 3-88162-156-3.
- English and Spanish in Gibraltar. Buske, Hamburg 1986, ISBN 3-87118-815-8.
- Etymologisches Wörterbuch des Dolomitenladinischen. 8 Bände, Buske, Hamburg 1988–1998, ISBN 3-87118-999-5.
- Luís de Camões, Os Lusíadas/Die Lusiaden. Text von 1572, Übersetzung von J. J. C. Donner (1833) (= Romania occidentalis. Band 19). Wissenschaftlicher Verlag Lehmann, Veitsheim bei Würzburg 1991, ISBN 3-88162-048-6.
- Das Französische in Deutschland. Eine Einführung. Unter Mitarbeit von Sabine Kowallik. Franz Steiner, Stuttgart 1992, ISBN 3-515-06148-7.
- mit Sabine Kowallik: Romanojudaica (= Romania occidentalis. Band 23). Wissenschaftlicher Verlag Lehmann, Veitsheim bei Würzburg 1993, ISBN 3-88162-052-4.
- mit Sabine Kowallik: Einführung in die hebräische Schrift. Buske, Hamburg 1994, ISBN 3-87118-986-3 (2., verbesserte Auflage, ebenda 2006, ISBN 3-87548-416-9; 3., mit einer aktualisierten Literaturliste versehene Auflage, ebenda 2017, ISBN 978-3-87548-833-3).
- Die Sprachbezeichnungen Latinus und Romanus im Lateinischen und Romanischen (= Studienreihe Romania. Band 12). Erich Schmidt, Berlin 1998, ISBN 3-503-04906-1.
- Glossaria bilingua altera (C. Gloss. biling. II). Herausgegeben und kommentiert (= Archiv für Papyrusforschung. Beiheft 8). Saur, München/Leipzig 2001, ISBN 3-598-77542-3.
- mit Geneviève Bender-Berland und Joseph Reisdoerfer: Dictionnaire Étymologique des Éléments Français du Luxembourgeois. 10 Faszikel, Gunter Narr Verlag, Tübingen 2003–2018, ISBN 3-8233-4500-1.
- Die iberoromanische Kreolsprache Papiamento. Eine romanistische Darstellung (= Romanistik in Geschichte und Gegenwart. Beiheft 11). Buske, Hamburg 2004, ISBN 3-87548-380-4.
- Lateinisch-romanische Wortgeschichten. Hrsg. von Michael Frings als Festgabe für Johannes Kramer zum 60. Geburtstag (= Romanische Sprachen und ihre Didaktik. Band 5). ibidem, Stuttgart 2006, ISBN 3-89821-660-8.
- Vulgärlateinische Alltagsdokumente auf Papyri, Ostraka, Täfelchen und Inschriften (= Archiv für Papyrusforschung. Beiheft 23). Walter de Gruyter, Berlin/New York 2007, ISBN 978-3-11-020224-3.
- mit Christine Felbeck: Troubadourdichtung. Eine dreisprachige Anthologie mit Einführung, Kommentar und Kurzgrammatik. Narr, Tübingen 2008, ISBN 978-3-8233-6451-1.
- Italienische Ortsnamen in Südtirol. Geschichte – Sprache – Namenpolitik = La toponomastica italiana dell’Alto Adige. Storia – lingua – onomastica politica (= Romanische Sprachen und ihre Didaktik. Band 16). ibidem, Stuttgart 2008, ISBN 978-3-89821-858-0.
- Von der Papyrologie zur Romanistik (= Archiv für Papyrusforschung. Beiheft 30). Walter de Gruyter, Berlin/New York 2011, ISBN 978-3-11-024702-2.
- Kleines etymologisches Wörterbuch Papiamento-Deutsch, Deutsch-Papiamento. Buske, Hamburg 2013, ISBN 978-3-87548-665-0.
- Etymologische Studien zum Papiamento (= Kreolische Bibliothek. Band 26). Buske, Hamburg 2015, ISBN 978-3-87548-726-8.
- Romanisch und Germanisch in Belgien und Luxemburg (= Romanistik in Geschichte und Gegenwart. Beiheft 22). Buske, Hamburg 2016, ISBN 978-3-87548-790-9.
- als Herausgeber mit Aline Willems und Sylvia Thiele: Schulische Mehrsprachigkeit in traditionell polyglotten Gesellschaften (= Romanische Sprachen und ihre Didaktik. Band 67). Buske, Hamburg 2019, ISBN 978-3-8382-1292-0.
- mit Sylvia Thiele: Dolomitenladinisch – Sprachgeschichte und hochschuldidaktische Aspekte (= Italienischdidaktik im Dialog. Band 2). ibidem, Stuttgart 2020, ISBN 978-3-8382-1530-3.